# Šime Fantela
Šime Fantela (Zadar, 19. siječnja 1986.), hrvatski jedriličar, olimpijski, svjetski i europski prvak iz Zadra, s Voštarnice. Sin je Ede Fantele, poznatog hrvatskog jedriličara.
Kao član JK Uskok, Šime Fantela je jedrio za hrvatsku reprezentaciju u klasi optimist od 1998. do 2001. godine.
Godine 1999. prelazi u JK Sv. Krševan, gdje s Igorom Marenićem u klasi 470 postaje svjetski juniorski prvak 2003., 2005. i 2007., a europski prvak 2005. godine.

Godine 2008. osvaja 9. mjesto na Olimpijskim igrama, a 2009. postaje svjetski i europski prvak, te osvaja srebrnu medalju na Mediteranskim igrama.

Na Olimpijskim igrama u Rio de Janeiru je u paru s Igorom Marenićem u klasi 470 osvojio zlatnu medalju. Trener ovog trofejnog dvojca je Šimin otac Edo Fantela.

Godine 2018. u paru s bratom Mihovilom postao je svjetski prvak u klasi 49er na Svjetskom prvenstvu u danskom Aarhusu.
Godine 1998. dobio je Nagradu grada Zadra. 2014. je godine dobio nagradu za šport Franjo Bučar u kategoriji pojedinaca.

## Vanjske poveznice
- [neaktivna poveznica] Hina (H): Sve medalje Šime Fantele i Igora Marenića, 18. kolovoza 2016.